# Qinghai (chameau)
Pour les articles homonymes, voir Qinghai (homonymie).
Le Qinghai est une race de chameau de Bactriane originaire de la province du Qinghai, en Chine.

## Présentation
C'est un chameau brun clair de grande taille que l'on trouve près du plateau tibétain, dans la province du Qinghai. Le mâle peut atteindre les 195 cm et la femelle 133 cm. La race est utilisée pour une triple production : laine, lait et viande. Bien que mauvais producteur de lait et ayant un faible rendement carcasse, il est surtout intéressant pour sa production lainière.
Depuis les années 1980, la population du Qinghai est en diminution.
Des études génétiques sur plusieurs races de chameaux chinois ont démontré un plus grand écart génétique entre le Qinghai et les autres races que l'on trouve plus au nord, en Mongolie-Intérieure, démontrant un échange de gènes bien moins fréquent.